# Ron Johnson
Ron Johnson (Mankato, 1955. április 8. –) az Amerikai Egyesült Államok Wisconsin államának szenátora.